# Aulis Rytkönen
Aulis Rytkönen (Karttula, 5 gennaio 1929 – Helsinki, 16 aprile 2014) è stato un calciatore e allenatore di calcio finlandese, fu il primo calciatore professionista del suo paese.

## Carriera

### Giocatore

#### Club
Debuttò nel Kuopion Palloseura a 16 anni subito dopo la fine della guerra. Durante la sua militanza nel KuPS venne eletto per tre volte calciatore finlandese dell'anno.
Nel 1952 fu ingaggiato dai francesi del Tolosa che gli fecero firmare un contratto professionistico. La squadra militava in Ligue 2, la seconda serie nazionale, ma al termine della stagione ottenne la promozione in Ligue 1.
Durante la sua esperienza in Francia vinse una coppa nazionale nel 1956-1957 e fu molto apprezzato dai tifosi che lo soprannominarono Monsieur Magic.
Nel 1960 tornò in patria per ricoprire il doppio ruolo di allenatore e giocatore nell'HJK di Helsinki.

#### Nazionale
Esordì con la Finlandia nel 1948 in occasione della partita disputata contro la Danimarca valevole per la Nordisk Mesterskap 1948-1951. Durante i suoi sette anni trascorsi in Francia col Tolosa fu convocato una sola volta in nazionale in occasione delle qualificazioni mondiali poiché il regolamento dell'epoca prevedeva che la squadra fosse composta da soli giocatori dilettanti.
In totale giocò 37 gare con la maglia della Nazionale (compresa una partita del torneo olimpico del 1952) realizzando 7 reti.

### Allenatore
Dal 1967 svolse il ruolo di capo allenatore per l'HJK sia per la formazione maschile che per quella femminile.
Nel 1975 fu nominato commissario tecnico della Nazionale finlandese: in questa veste guidò la squadra durante le qualificazioni agli Europei del 1976 e le qualificazioni ai Mondiali del 1978.

## Statistiche

### Cronologia presenze e reti in Nazionale
| Cronologia completa delle presenze e delle reti in nazionale ― Finlandia | Cronologia completa delle presenze e delle reti in nazionale ― Finlandia | Cronologia completa delle presenze e delle reti in nazionale ― Finlandia | Cronologia completa delle presenze e delle reti in nazionale ― Finlandia | Cronologia completa delle presenze e delle reti in nazionale ― Finlandia | Cronologia completa delle presenze e delle reti in nazionale ― Finlandia | Cronologia completa delle presenze e delle reti in nazionale ― Finlandia | Cronologia completa delle presenze e delle reti in nazionale ― Finlandia |
| Data                                                                     | Città                                                                    | In casa                                                                  | Risultato                                                                | Ospiti                                                                   | Competizione                                                             | Reti                                                                     | Note                                                                     |
| ------------------------------------------------------------------------ | ------------------------------------------------------------------------ | ------------------------------------------------------------------------ | ------------------------------------------------------------------------ | ------------------------------------------------------------------------ | ------------------------------------------------------------------------ | ------------------------------------------------------------------------ | ------------------------------------------------------------------------ |
| 15-06-1948                                                               | Helsinki                                                                 | Finlandia                                                                | 0 – 3                                                                    | Danimarca                                                                | Campionato nordico di calcio 1948-1951                                   | -                                                                        |                                                                          |
| 02-07-1948                                                               | Reykjavík                                                                | Islanda                                                                  | 2 – 0                                                                    | Finlandia                                                                | Amichevole                                                               | -                                                                        |                                                                          |
| 05-09-1948                                                               | Oslo                                                                     | Norvegia                                                                 | 2 – 0                                                                    | Finlandia                                                                | Campionato nordico di calcio 1948-1951                                   | -                                                                        |                                                                          |
| 19-09-1948                                                               | Helsinki                                                                 | Finlandia                                                                | 2 – 2                                                                    | Svezia                                                                   | Campionato nordico di calcio 1948-1951                                   | 1                                                                        |                                                                          |
| 17-10-1948                                                               | Varsavia                                                                 | Polonia                                                                  | 1 – 0                                                                    | Finlandia                                                                | Amichevole                                                               | -                                                                        |                                                                          |
| 15-05-1949                                                               | Helsinki                                                                 | Finlandia                                                                | 0 – 4                                                                    | Inghilterra                                                              | Amichevole                                                               | -                                                                        |                                                                          |
| 16-06-1949                                                               | Helsinki                                                                 | Finlandia                                                                | 1 – 4                                                                    | Paesi Bassi                                                              | Amichevole                                                               | 1                                                                        |                                                                          |
| 08-07-1949                                                               | Helsinki                                                                 | Finlandia                                                                | 1 – 1                                                                    | Norvegia                                                                 | Campionato nordico di calcio 1948-1951                                   | -                                                                        |                                                                          |
| 08-09-1949                                                               | Dublino                                                                  | Irlanda                                                                  | 3 – 0                                                                    | Finlandia                                                                | Qual. Mondiali 1950                                                      | -                                                                        |                                                                          |
| 11-09-1949                                                               | Copenaghen                                                               | Danimarca                                                                | 0 – 2                                                                    | Finlandia                                                                | Campionato nordico di calcio 1948-1951                                   | -                                                                        |                                                                          |
| 02-10-1949                                                               | Malmö                                                                    | Svezia                                                                   | 8 – 1                                                                    | Finlandia                                                                | Campionato nordico di calcio 1948-1951                                   | -                                                                        |                                                                          |
| 11-06-1950                                                               | Helsinki                                                                 | Finlandia                                                                | 4 – 1                                                                    | Paesi Bassi                                                              | Amichevole                                                               | 1                                                                        |                                                                          |
| 27-08-1950                                                               | Helsinki                                                                 | Finlandia                                                                | 1 – 2                                                                    | Danimarca                                                                | Campionato nordico di calcio 1948-1951                                   | -                                                                        |                                                                          |
| 07-09-1950                                                               | Helsinki                                                                 | Finlandia                                                                | 3 – 2                                                                    | Jugoslavia                                                               | Amichevole                                                               | -                                                                        |                                                                          |
| 10-09-1950                                                               | Oslo                                                                     | Norvegia                                                                 | 4 – 1                                                                    | Finlandia                                                                | Campionato nordico di calcio 1948-1951                                   | -                                                                        |                                                                          |
| 24-09-1950                                                               | Helsinki                                                                 | Finlandia                                                                | 0 – 1                                                                    | Svezia                                                                   | Campionato nordico di calcio 1948-1951                                   | -                                                                        |                                                                          |
| 10-05-1951                                                               | Swindon                                                                  | Inghilterra                                                              | 3 – 2                                                                    | Finlandia                                                                | Amichevole                                                               | -                                                                        |                                                                          |
| 16-08-1951                                                               | Helsinki                                                                 | Finlandia                                                                | 1 – 1                                                                    | Norvegia                                                                 | Campionato nordico di calcio 1948-1951                                   | -                                                                        |                                                                          |
| 02-09-1951                                                               | Solna                                                                    | Svezia                                                                   | 3 – 2                                                                    | Finlandia                                                                | Campionato nordico di calcio 1948-1951                                   | -                                                                        |                                                                          |
| 30-09-1951                                                               | Copenaghen                                                               | Danimarca                                                                | 1 – 0                                                                    | Finlandia                                                                | Campionato nordico di calcio 1948-1951                                   | -                                                                        |                                                                          |
| 27-10-1951                                                               | Rotterdam                                                                | Paesi Bassi                                                              | 4 – 4                                                                    | Finlandia                                                                | Amichevole                                                               | 1                                                                        |                                                                          |
| 04-11-1951                                                               | Lussemburgo                                                              | Lussemburgo                                                              | 3 – 0                                                                    | Finlandia                                                                | Amichevole                                                               | -                                                                        |                                                                          |
| 18-11-1951                                                               | Budapest                                                                 | Ungheria                                                                 | 8 – 0                                                                    | Finlandia                                                                | Amichevole                                                               | -                                                                        |                                                                          |
| 10-06-1952                                                               | Oslo                                                                     | Norvegia                                                                 | 1 – 2                                                                    | Finlandia                                                                | Amichevole                                                               | -                                                                        | Torneo del 50º anniversario della NFF                                    |
| 13-06-1952                                                               | Oslo                                                                     | Finlandia                                                                | 3 – 1                                                                    | Svezia                                                                   | Amichevole                                                               | -                                                                        | Torneo del 50º anniversario della NFF                                    |
| 22-06-1952                                                               | Helsinki                                                                 | Finlandia                                                                | 1 – 6                                                                    | Ungheria                                                                 | Amichevole                                                               | -                                                                        |                                                                          |
| 19-07-1952                                                               | Helsinki                                                                 | Finlandia                                                                | 3 – 4                                                                    | Austria                                                                  | Olimpiadi 1952                                                           | -                                                                        |                                                                          |
| 04-08-1952                                                               | Helsinki                                                                 | Finlandia                                                                | 4 – 0                                                                    | Cina                                                                     | Amichevole                                                               | -                                                                        |                                                                          |
| 31-08-1952                                                               | Oslo                                                                     | Norvegia                                                                 | 7 – 2                                                                    | Finlandia                                                                | Campionato nordico di calcio 1952-1955                                   | -                                                                        |                                                                          |
| 21-09-1952                                                               | Helsinki                                                                 | Finlandia                                                                | 1 – 8                                                                    | Svezia                                                                   | Campionato nordico di calcio 1952-1955                                   | -                                                                        |                                                                          |
| 05-10-1952                                                               | Helsinki                                                                 | Finlandia                                                                | 2 – 1                                                                    | Danimarca                                                                | Campionato nordico di calcio 1952-1955                                   | 1                                                                        |                                                                          |
| 23-09-1953                                                               | Bruxelles                                                                | Belgio                                                                   | 2 – 2                                                                    | Finlandia                                                                | Qual. Mondiali 1954                                                      | 1                                                                        |                                                                          |
| 28-08-1960                                                               | Oslo                                                                     | Norvegia                                                                 | 6 – 3                                                                    | Finlandia                                                                | Campionato nordico di calcio 1960-1963                                   | -                                                                        |                                                                          |
| 25-09-1960                                                               | Helsinki                                                                 | Finlandia                                                                | 1 – 2                                                                    | Francia                                                                  | Qual. Mondiali 1962                                                      | -                                                                        |                                                                          |
| 30-10-1960                                                               | Rostock                                                                  | Germania Est                                                             | 5 – 1                                                                    | Finlandia                                                                | Amichevole                                                               | 1                                                                        | capitano                                                                 |
| 28-09-1961                                                               | Parigi                                                                   | Francia                                                                  | 5 – 1                                                                    | Finlandia                                                                | Qual. Mondiali 1962                                                      | -                                                                        |                                                                          |
| 07-06-1964                                                               | Helsinki                                                                 | Finlandia                                                                | 1 – 4                                                                    | Germania Ovest                                                           | Amichevole                                                               | -                                                                        |                                                                          |
| Totale                                                                   |                                                                          | Presenze                                                                 | 37                                                                       |                                                                          | Reti                                                                     | 7                                                                        |                                                                          |

## Palmarès

### Club
- Campionato finlandese: 1

HJK: 1964
- Coppa di Finlandia: 1

HJK: 1966
- Coppa di Francia: 1

Tolosa: 1956-1957
- Ligue 2: 1

Tolosa: 1952-1953

### Individuale
- Calciatore finlandese dell'anno: 3

1949, 1950, 1952